# 파누스 신전

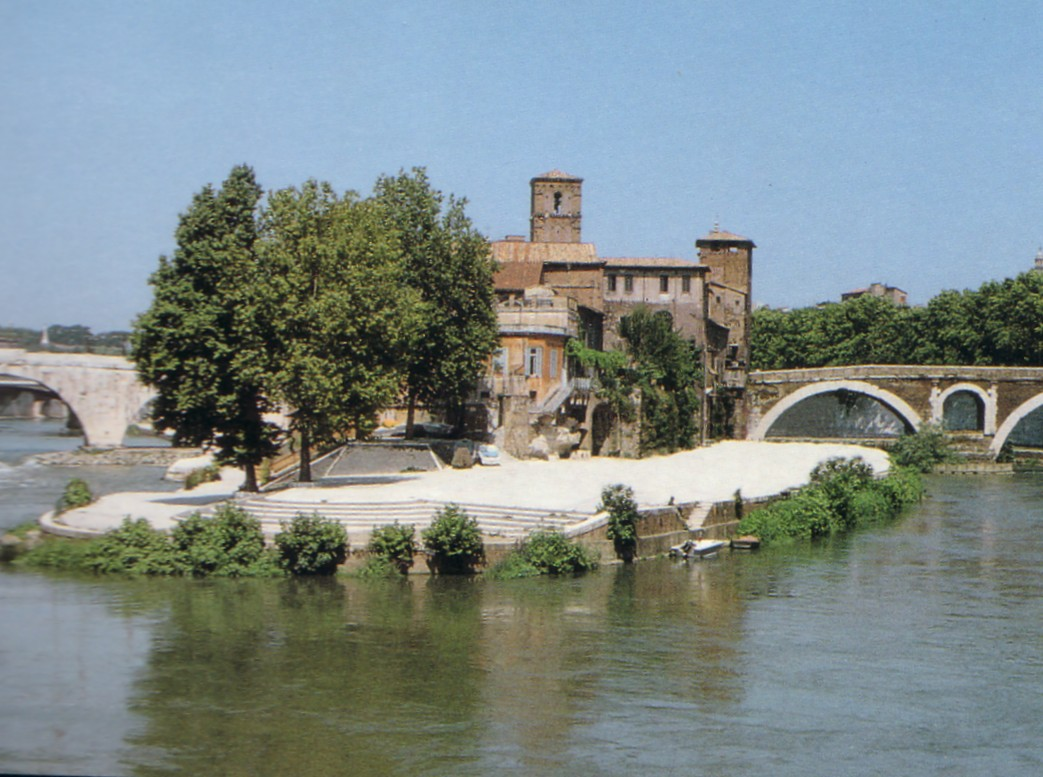
테베레섬 남쪽 끝에 있는 파누스 신전의 터.

파누스 신전 (라틴어: aedes Fauni)은 로마에 있는 테베레섬의 남쪽 끝에 있는 고대 로마 신전으로, 평야, 임야의 신 파누스에게 헌정되었다. 로마시내에서 파누스에게 헌정된 신전으론 유일하다.
그나이우스 도미티웃 아헤노바르부스와 가이우스 스크리보니우스 리보가 기원전 196년에 지은 6개의 전주이고 공공 들판에서 실수로 양때들의 풀을 뜯어먹게한 양치기 (추정)에게 그들이 부과한 벌금으로 재원을 댔다. 로마의 파누스에 대한 주요 축제 루페르칼리아를 이틀 앞둔 기원전 194년 2월의 중간기에 헌정되었다.

## 참고 서적
- Lawrence Richardson, Jr., "Fanus, Aedes", in A New Topographical Dictionary of Ancient Rome, JHU, Baltimore 1992, ISBN 0801843006, p. 148.